# Bajkál-hegység
A Bajkál-hegység (oroszul: Байкальский хребет) hegység Oroszországban, a Szibéria déli hegyvidékeihez tartozó Bajkálmelléken. A Bajkál-tó északnyugati partvidékén helyezkedik el. 
Közigazgatásilag az Irkutszki terület és (északon) Burjátföld része.

## Földrajz
A délnyugat–északkeleti irányban, 636 km hosszú ívben elnyúló Bajkál-tó medencéjét minden oldalról hegyek keretezik. A nyugati, északnyugati partot szegélyező hegylánc két részből áll: nyugati része a Primorszkij-hegység, északkeleti, északi része az előbbinél jóval magasabb Bajkál-hegység.
A Bajkál-hegység kb. 300 km hosszan nyúlik el a Primorszkij-hegységtől északkelet, észak felé. Másik forrás szerint  hossza 250 km, szélessége 7 km (délen) és 40 km (északon) között váltakozik. Erősen tagolt gerince mindenütt 1600 m (abszolút magasság) fölé emelkedik és többnyire a tópart közvetlen közelében vezet. A Kotyelnyikov-foknál azonban tengelye elkanyarodik nyugat felé; a Bajkál északi végének vonalában a tótól már mintegy 30-40 km távolságban van. Legmagasabb pontja a Cserszkij-hegyen található (2588 m), és számos más hegycsúcsa is magasabb 2000 m-nél. A tetők általában laposak, de a legmagasabb részek hegyes, sziklás csúcsaikkal és szűk folyóvölgyeikkel tűnnek ki.
Nagyobb részben proterozoikumi kristályos palából, kvarcitból, gránitból, mészkőből épül fel. A tóra meredeken ereszkedő lejtőket 900-1000 m magasságig erdős sztyepp és világos-tajga, főként vörösfenyő- és erdeifenyő-erdő borítja, a nyugati oldal lejtőit inkább sötét-tajga (jegenyefenyő, cédrus). A hegység középső és északi részének növényzetét a vörösfenyőből álló tajga uralja, 1400 m felett a vörösfenyő egyre ritkul és alacsony cirbolyafenyővel keveredve fordul elő. A csúcsokon hegyi tundra és kőtörmelék található.

## Természetvédelem
1986 végén a Bajkál-hegység déli részén természetvédelmi területet hoztak létre (659 900 ha). A Bajkál–Lénai Természetvédelmi Terület (Байкало-Ленский природный заповедник) a tópart mentén 100 km hosszan húzódik, közepes szélessége 65 km. Magában foglalja többek között a Léna és egyik jelentős mellékfolyója, a Kirenga forrásvidékét is. Az erdő itt még ma is a barna medvék kedvelt élőhelye, melyek ősidők óta tavaszonként csapatostul gyülekeznek a tóparton. Szintén tavasszal a sztyeppel borított lejtőkön nemes szarvasok (iszubraszarvasok) tanyáznak, a vízparti köveken az itt honos bajkáli fókák heverésznek. 
A természetvédelmi területet 1996-ban a Bajkál-tó természeti helyszín részeként fölvették az UNESCO világörökségi listájára.

## Vasútvonal
A hegység északi részén, az Irkutszki terület és Burjátföld határán épített alagúton (6682 m hosszú) vezet keresztül a Bajkál–Amur-vasútvonal. Az első egyvágányú alagutat 1985 végén adták át a forgalomnak; a második vágány alagútjának fúrása 2014 őszén kezdődött, átadása 2017-ben várható.